# Diego González (Leichtathlet)
Diego González (* 17. April 2003) ist ein puerto-ricanischer Leichtathlet, der sich auf den Sprint spezialisiert hat.

## Sportliche Laufbahn
Erste Erfahrungen bei internationalen Meisterschaften sammelte Diego González im Jahr 2019, als er bei den U18-NACAC-Meisterschaften in Santiago de Querétaro in 10,62 s den siebten Platz im 100-Meter-Lauf belegte und über 200 Meter mit 22,39 s auf Rang acht gelangte. 2022 schied er bei den U20-Weltmeisterschaften in Cali mit 10,42 s im Halbfinale über 100 Meter aus und kam mit 27,83 s nicht über den Vorlauf über 200 Meter hinaus. Im Jahr darauf gewann er bei den U23-NACAC-Meisterschaften in San José in 10,22 s die Bronzemedaille über 100 Meter hinter den Jamaikanern Adrian Kerr und Travis Williams gewann. Ende Oktober nahm er an den Panamerikanischen Spielen in Santiago de Chile teil und belegte dort in 10,43 s den sechsten Platz. 2024 belegte er bei den Ibero-Amerikanischen Meisterschaften in Cuiabá in 10,34 s den fünften Platz über 100 Meter. 
2023 wurde González puerto-ricanischer Meister in der 4-mal-100-Meter-Staffel.

## Persönliche Bestleistungen
- 100 Meter: 10,13 s (+1,9 m/s), 21. Juli 2023 in San José
- 200 Meter: 21,24 s (−0,3 m/s), 28. April 2023 in Mayagüez